# Närkes landskapsvapen
Närkes landskapsvapen är: I rött fält två korslagda pilar av guld med spetsar av silver, i varje vinkel åtföljda av en ros av silver. Vapnet kröns i likhet med alla landskapsvapen av en hertiglig krona. Även om det inte framgår av blasoneringen, så skall pilarna i detta vapen av tradition framställas som skäktor.
Vapnet ingick vid processionen vid Gustav Vasas begravning 1560, och har sedan dess varit oförändrat. Vapnet ingår tillsammans med Värmlands och Västmanlands landskapsvapen i vapnet för Örebro län.

## Bildgalleri

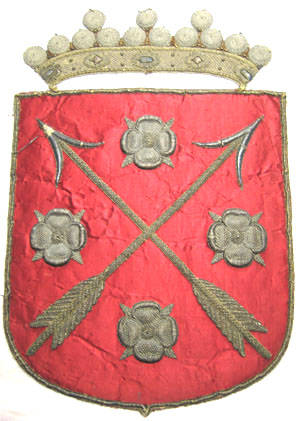
Närkes vapen, broderat för hästtäcke buret vid Karl X Gustavs begravning den 4 november 1660. Finns på Livrustkammaren.